# Edgar Patricio de Carvalho Pacheco
Edgar Patricio de Carvalho Pacheco, conocido como Edgar (7 de agosto de 1977, Luanda, Angola) es un exfutbolista portugués de origen angoleño.

## Trayectoria
- FC Estoril 1992 - 1993
- Vitória Setúbal 1993 - 1995
- SL Benfica 1995 - 1998
- Real Madrid 1998 - 1999
- Málaga CF 1999 - 2007
- Getafe CF 2002 - 2003 (cedido)
- Boavista 2007 - 2008
- Alki Larnaca FC  2008 - 2009

## Palmarés
- Copa de Portugal 1996
- Copa Intercontinental 1998
- Copa Intertoto de la UEFA 2002

- Datos: Q2522220